# Тімна (долина)

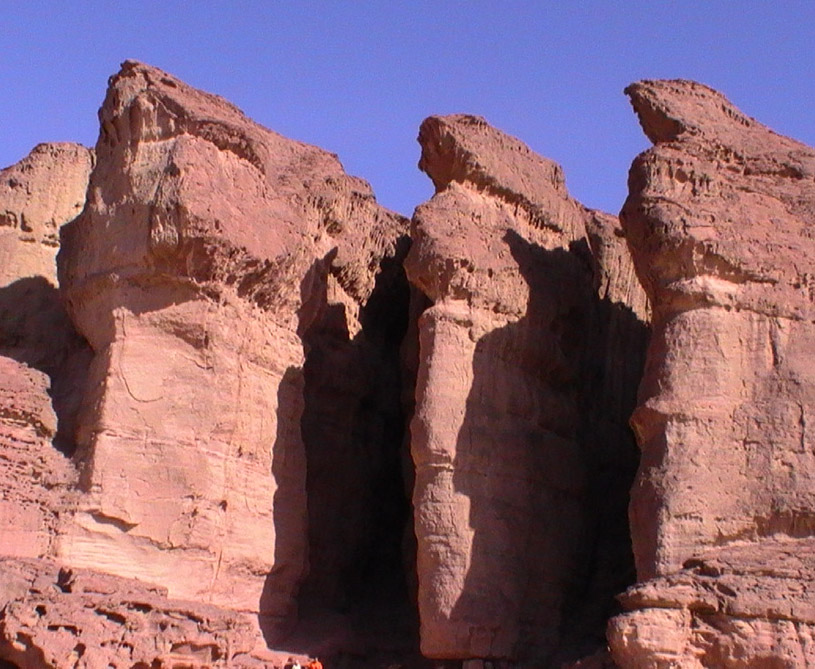
Стовпи Соломона

29°47′16″ пн. ш. 34°59′20″ сх. д. / 29.78777778° пн. ш. 34.98888889° сх. д.
Доли́на Ті́мна (івр. בקעת תמנע) — западина, що лежить на півдні пустелі Арава, за 25 км на північ від Ейлата.
Западина за формою нагадує підкову, вона займає площу близько 60 км² і з трьох сторін оточена крутими скелями. З північного боку її межею слугує потік Тімна, що пересихає, а з півдня — Нехуштан, який тече з боку пустелі Арава. У центрі розташована гора Тімна висотою 453 метри.

## Історія

### Геологія
Долина Тімна утворилася мільйони років тому внаслідок Сирійсько-Африканського розлому. В результаті оголились скелі з численними мінералами, такими як мідь, залізо, марганець тощо. Скелі там складені з найрізноманітніших порід — вулканічних, магматичних, осадових і пісковиків різних кольорів.
Долина Тімна лежить у північній частині Арабсько-Нубійського тектонічного плато, утвореного наприкінці докембрійської доби. Процеси кристалізації магми в Тімні призвели до утворення твердих порід, у тому числі різновидів граніту. Поступове підвищення регіону, що відбувалось близько 550 мільйонів років тому, супроводжувалось інтенсивною ерозією, що призвело до оголення ще більш давніх магматичних шарів. У верхніх шарах порід відбувався процес вимивання ґрунту потоками річок, що текли зі сходу на захід. Піщані утворення, що залишились на поверхні внаслідок руху водних потоків, майже цілком припинились на початку кембрійського періоду, що призвело до оголення доломітів і піщаних сланців, які тепер виявляються у верхній частині гори Тімна й у руслі річки Тімна. Ті породи нашарувались після притоку океанічних вод до району Ейлата під час нижнього кембрію. Окрім утворення решти порід, нашарування міді відбулись саме у кембрійську добу.
Потім розпочався тривалий період вивітрювання й ерозії, а близько 320 мільйонів років тому (кам'яновугільний період) відновився процес нашарування білого пісковику й численних мінералів, глибоке проникнення яких у пісковик та інші породи зумовило утворення різних кольорів на поверхні.
Дуже товсті осадові шари, в тому числі до 800 метрів, і велика кількість морських викопних у породах, в тому числі амонітів, свідчать про перебування регіону в минулому під водами моря Тетіс. Море, що насувалось із північного заходу, сягнуло Тімни близько 100 мільйонів років тому (крейдовий період) і вкривало поверхню регіону до доби палеогену (40 мільйонів років тому). Під час того періоду відбулись масові нашарування крейди, доломітів, вапняку, глини, фосфоритів тощо. Процес підвищення всього регіону призвів до поступового відходу Тетіса, що сталось наприкінці палеогену — у палеоцені. Осадові породи оголились на поверхню й почався тривалий процес ерозії, що охопив більшу частину материкових порід, що розміщувались на вершині підводних шарів. Більша частина обривів і схилів, утворених у Тімні, є крайніми утвореннями, що розташовані на краю Сирійсько-Африканського розлому, який почав формуватись 20 мільйонів років тому (неоген) і продовжує змінюватись дотепер. Підняття та розшарування плит і порід призвело до утворення масивних схилів на схід від Тімни. Існують думки, що процес розлому розпочався лише 5 мільйонів років тому за часів завершення неогену. Постійне «просідання» Сирійсько-Африканського розлому й долини Арава призвело до оголення осадових шарів на берегах річок Тімна й Нехуштан. Геологія і топологія місцевості, а також кліматичні умови є безперервним джерелом змін поверхні долини, розмивання русел річок та зміни топографії місцевості.

### Видобуток міді

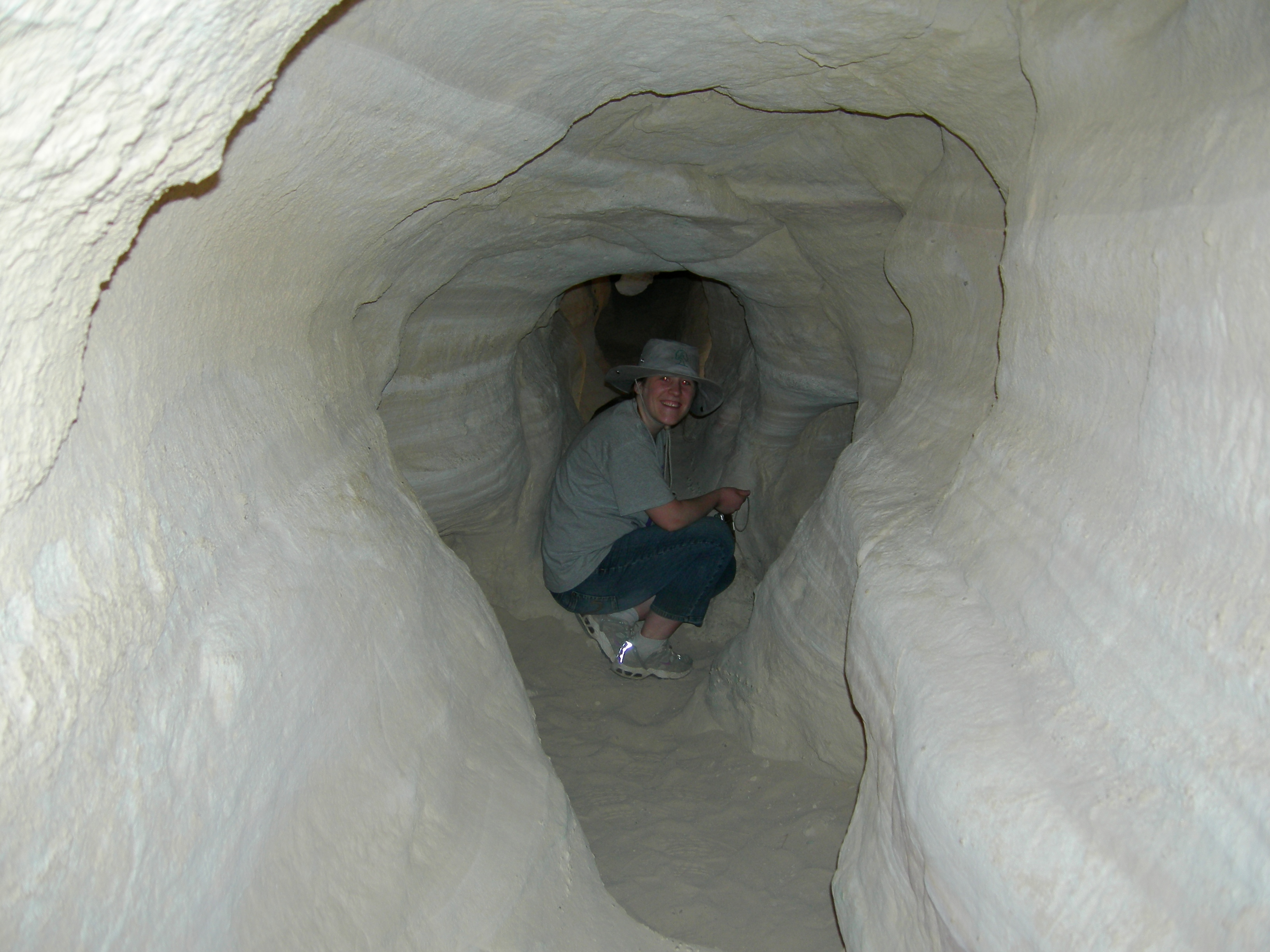
Мідна копальня

Мідь була першим металом на землі, що його почала обробляти й використовувати людина з метою виготовлення інструментів, зброї, домашнього приладдя, прикрас і релігійних приладів. У Тімні було виявлено сліди видобутку й переробки міді на всіх етапах тих процесів.
Хоча про видобуток міді в долині Тімна ще у давнину було відомо з досліджень, що проводились наприкінці XIX століття, утім наукову увагу та значний суспільний інтерес привернули в 30-х роках XX століття праці Нельсона Глюка, який пов'язав видобуток там міді з царем Соломоном. Він назвав те місце Копальнями царя Соломона. Більш пізнє дослідження показало, що та ділянка не використовувалась упродовж X століття до н. е., тобто за часів Соломона там мідь не видобували. Однак вислів «Копальні царя Соломона» асоціюється саме з цим місцем.
Археологічні дослідження вказують, що мідна гірська промисловість мала свій початок ще у пізній період неоліту і видобуток металу тривав майже без перерви у середньовіччі. Розробка міді у долині Тімна сягнула піку за часів правління фараонів XVIII та XIX єгипетських династій, коли єгиптяни проводили гірсько-мідні розробки у співробітництві з мадіанитянами та місцевими амалекітянами, перетворивши долину Тімна на значний центр з видобутку міді.

## Пам'ятки парка Тімна
На території долини розташований парк Тімна. Завдяки унікальним природним даним місцевості парк є відомим туристичним об'єктом Ізраїлю. Розвитку туризму сприяють як безліч пам'яток природного походження, так і пам'ятки найдавнішої історії — старовинні мідні копальні, наскельні малюнки, неповторні композиції з каменю, а також об'єкти, зведені в парку останнім часом.

### Соломонові стовпи
Соломонові стовпи є однією з найбільш визначних пам'яток парку Тімна. Вони є частиною кам'яної скелі. Були сформовані природним шляхом внаслідок ерозії твердого червоного пісковику. Свою назву отримали на честь царя Соломона.

### Храм богиніХатхор
Храм богині Хатхор, збудований наприкінці XIV століття до н. е. за часів правління єгипетського фараона Сеті I, розташований неподалік від Соломонових стовпів.
Храм збудований у низькій кам'яній стіні. Сходи храму ведуть до наскельної гравюри з зображенням Рамсеса III, що віддає дари богині Хатхор.
Храм серйозно постраждав в результаті землетрусу та був відбудований заново під час правління Рамсеса II.
З падінням єгипетського володарювання над регіоном у середині XII століття до н. е. храм Хатхор був залишений разом із копальнями. Проте культові заходи у храмі відновили мідійці, які залишались у Тімні упродовж короткого періоду після уходу єгиптян. Вони знищили сліди єгипетського культу і стерли зображення Хатхор та єгипетські ієрогліфічні написи на стелах.

### «Підземелля Часу»
Інтерактивна вистава зі сценою, що обертається, та екранами наглядно ілюструє історичне й культурне тло Стародавнього Єгипту на території Тімни тисячі років тому, місії єгиптян, античні боги тощо. Вистави проводяться у спеціально обладнаній для цього окремій будівлі біля входу до парку. Тривалість кожної вистави — близько 15-20 хвилин.

### Арки

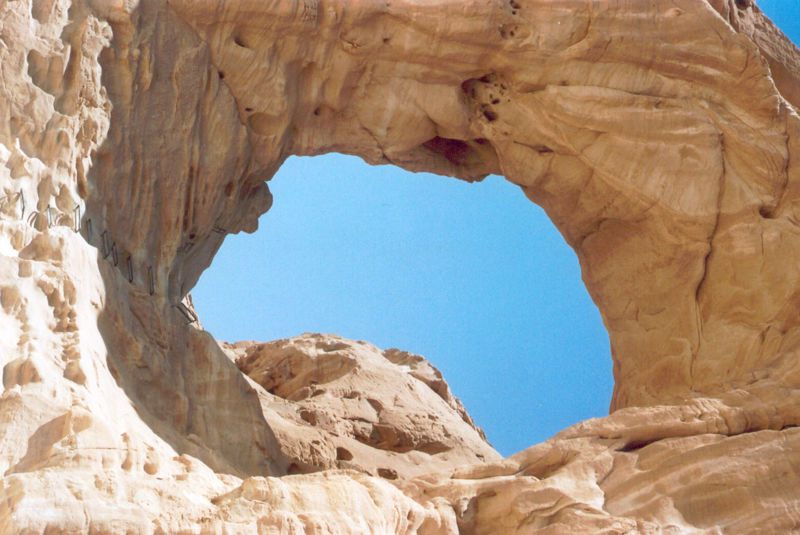
lang-he

Арки з пісковику — природні пам'ятки, яких є багато у парку. Поряд з арками можна знайти сліди найдавніших у світі мідних копалень.

### Озеро Тімна
Штучне озеро, утворене ґрунтовими водами. У «копальнях Тімни», де видобували мідь, воду викачували до 80-х років XX століття, щоб вони не затопили шахти, а нині — для заповнення штучного озера. Воно слугує постійним джерелом води як для тварин, так і для туристів, подібно до оазу в пустелі.

### Наскельні малюнки
У парку є наскельні малюнки (петрогліфи) часів присутності єгиптян у регіоні. У межах проекту збереження наскельних малюнків, частина яких нанесена на відносно нестабільні стіни, Університет імені Бен-Гуріона у Негеві спільно з Ізраїльською Службою охорони древностей започаткували проект з вивчення та збереження тих частин парку, де є наскельний живопис.

### «Гвинтовий» пагорб
Пагорб дістав свою назву завдяки спіральним сходам, що надають йому форму гвинта. Від пагорба прокладено пішохідні стежки, що ведуть до «скелі-гриба» й у долину наскельних малюнків.

### Гриб

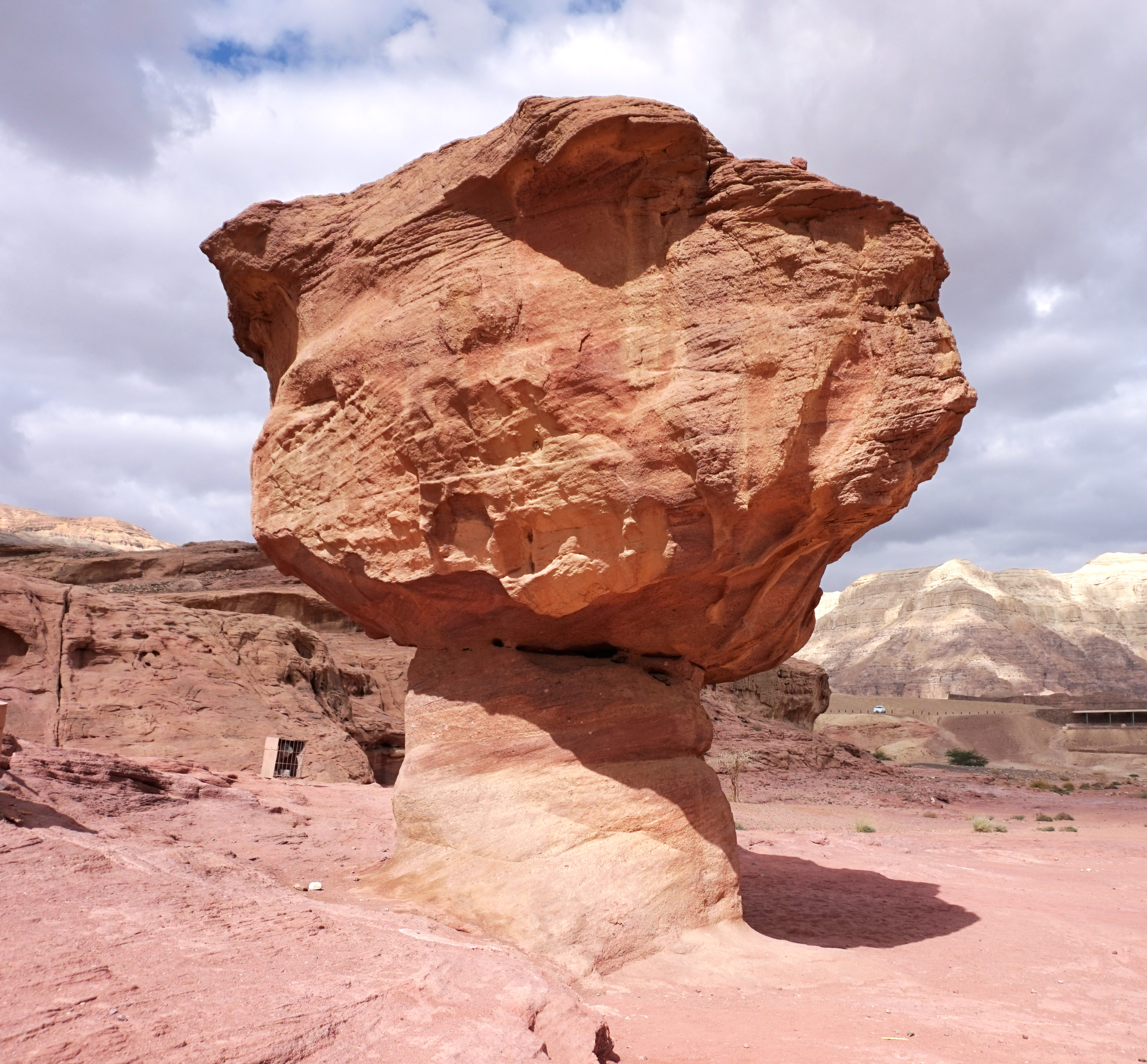
Гриб

Скеля, утворена внаслідок ерозії червоного пісковику. Оскільки ерозія нижніх шарів протікала швидше, зверху сформувалась «шляпа», що формою нагадує великий гриб. Поряд розміщений центр для відвідувачів, у якому можна ознайомитись з історією поселення стародавніх єгипетських шахтарів, колись збудованого біля підніжжя скелі.

### МакетСкинії
Неподалік від озера Тімна розташована збудована в натуральну величину копія Скинії. Натуральна Скинія була збудована Мойсеєм за повелінням Бога з метою збереження та перенесення святинь під час Виходу з Єгипту.
Всередині Скинії є також різні предмети релігійної атрибутики — міква, менора тощо. Також є імітація ковчегу, всередині якого містяться Скрижалі Заповіту з Десятьма заповідями — Святеє Святих єврейського народу.

## Інфраструктура

### Дороги й маршрути
У парку прокладено автомобільні дороги з асфальтовим покриттям. Ними можна дістатись до всіх основних екскурсійних точок парку легковим автомобілем. Їздити позашляховиками пересіченою місцевістю заборонено. У всі місця, куди не прокладено асфальтовані дороги, є спеціальні пішохідні маршрути, позначені спеціальними мітками по краях маршрутів із зазначенням поворотів і напрямків руху.

## Тімна в культурі
Парк і долина Тімна неодноразово зустрічаються у творах прози та поезії. Один із найвідоміших літературних творів, пов'язаних з видобутком міді у Тімні — роман Генрі Райдер Гаґарда «Копальні Царя Соломона», написаний 1885 року. За цим романом було знято фільми — Копальні царя Соломона (фільм, 1985), Копальні царя Соломона (фільм, 2004).

## Галерея

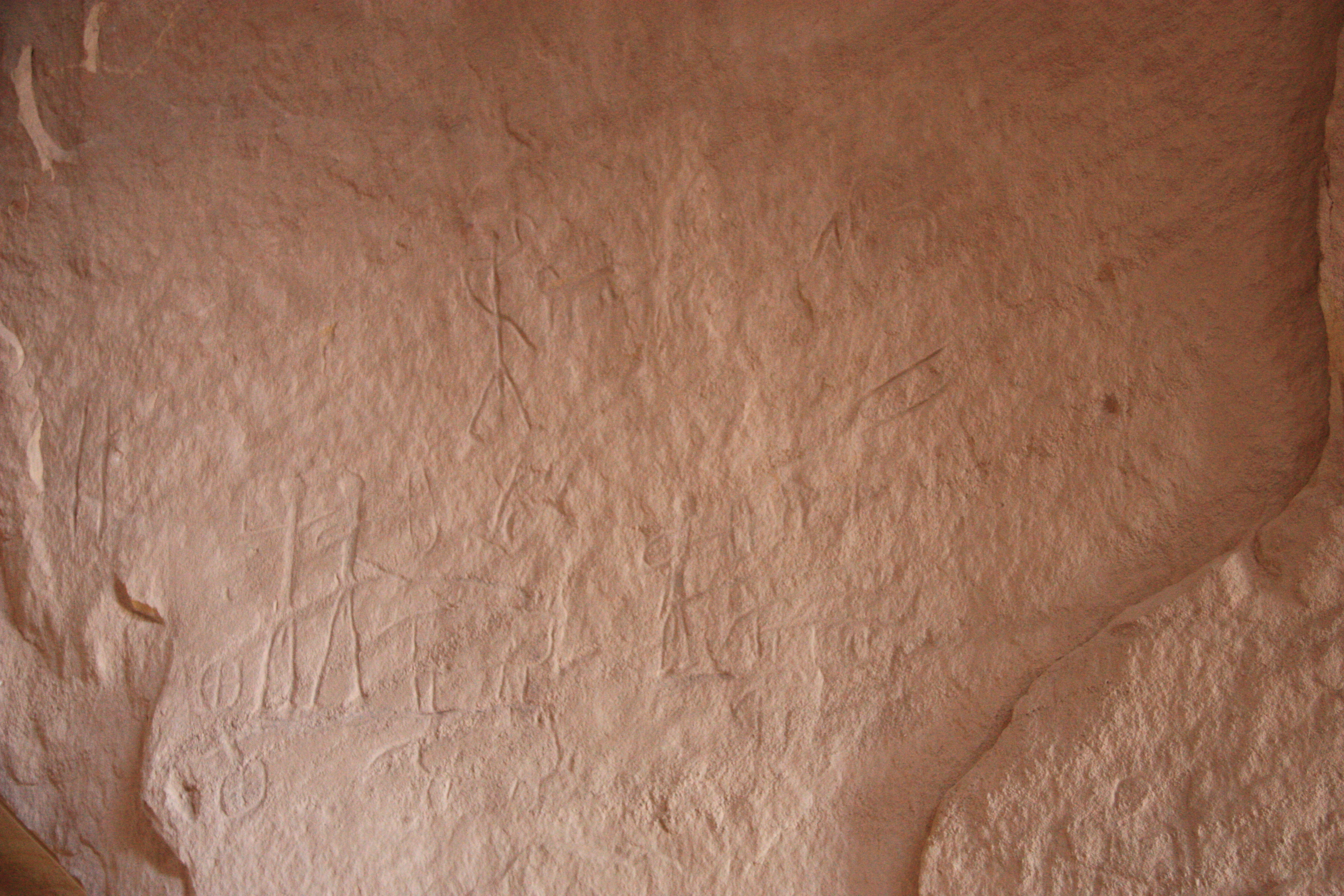
Наскельні малюнки
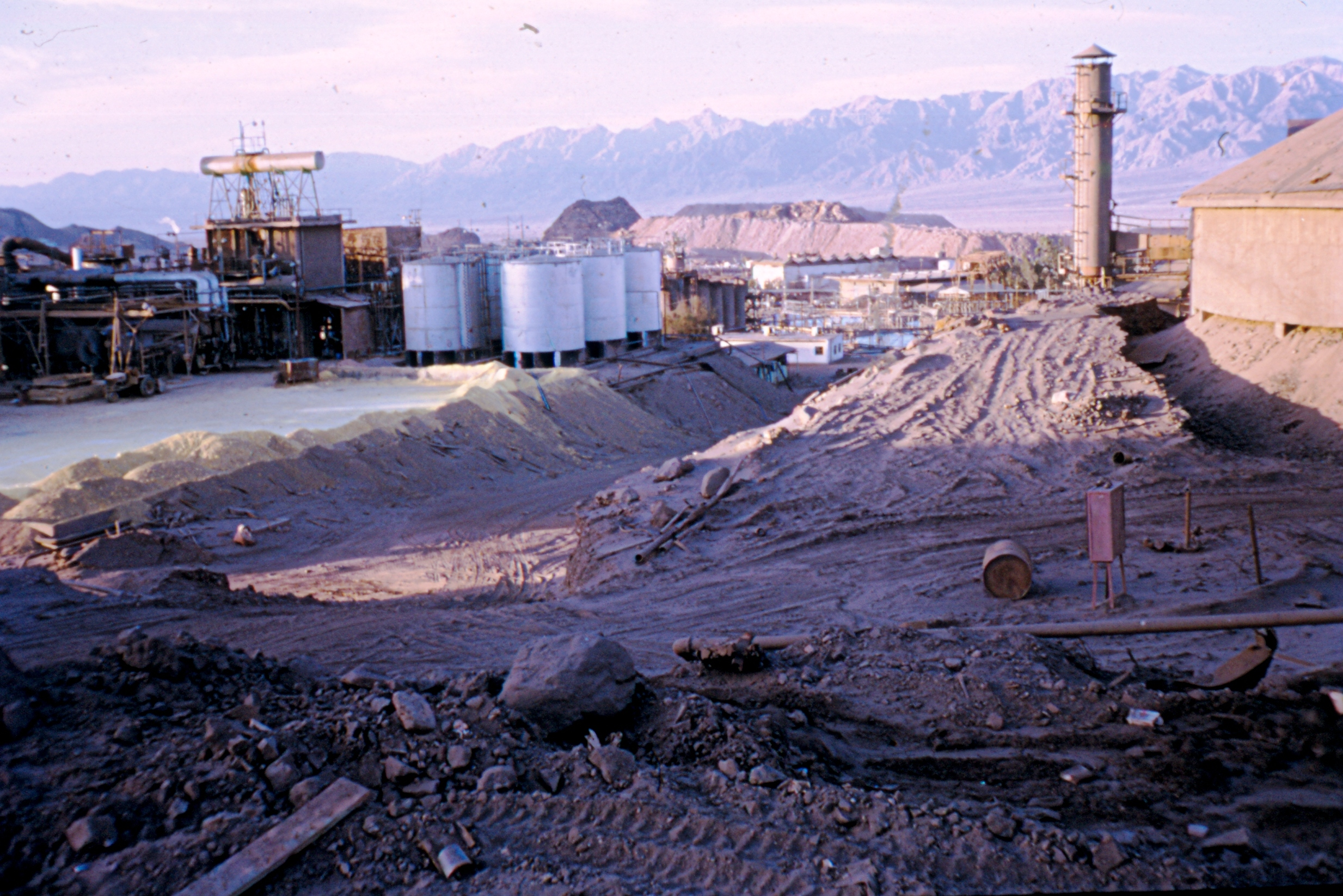
Завод на шахтах у Тімні. 1980 рік
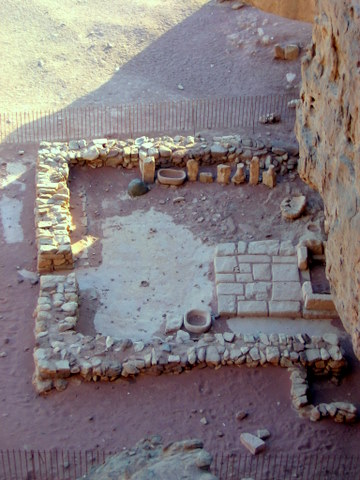
Храм богині Хатхор
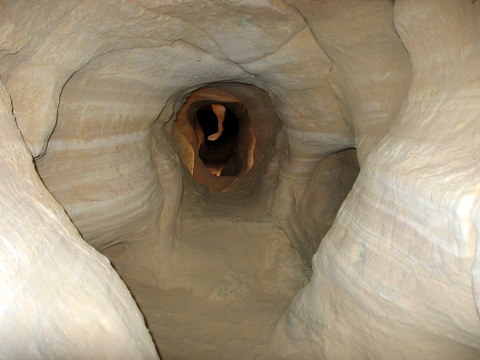
Підземна печера — стародавня шахта
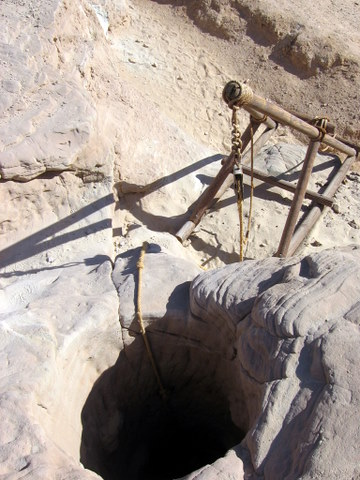
Механізм вилучення руди
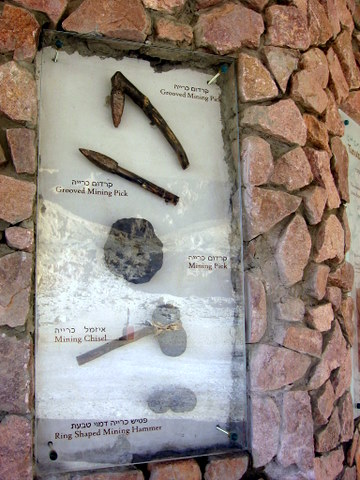
Знаряддя видобутку мідної руди